# Gian Casper Bott
Gian Casper Bott (* 26. Dezember 1960 in Poschiavo) ist ein Schweizer Museumsleiter, Kunsthistoriker, Konservator und Kurator.

## Leben
Bott studierte in Zürich, Venedig und Florenz Kunstgeschichte. 1987 schloss er sein Studium an der Universität Zürich bei Rudolf Preimesberger ab. Von 1988 bis 1990 forschte er in Rom zum Verhältnis von Malerei und Musik in der Neuzeit. 1992 promovierte er an der Zürcher Universität mit einer Arbeit über den italienischen Barockmaler Evaristo Baschenis. Studienaufenthalte 1991 in London und von 1997 bis 1998 in Paris. Als erstes Schweizer Mitglied des neu gegründeten Deutschen Forums für Kunstgeschichte / Centre allemand d’histoire de l’art betrieb er dort Studien zur französischen Kunstkritik im 20. Jahrhundert. Von 1994 bis 1996 war Bott wissenschaftlicher Mitarbeiter am Herzog Anton Ulrich-Museum in Braunschweig, von 1999 bis 2004 am Kunstmuseum Basel und von 2005 bis 2009, mit Unterbrechungen, am Kunsthaus Zürich. Hier beschäftigte er sich mit Aspekten der jeweiligen Sammlungen, und konzipierte und realisierte Ausstellungen. Von 1994 bis 2006 verfasste er Ausstellungsbesprechungen und Artikel für die Neue Zürcher Zeitung.
Seit 2015 ist Bott Leiter des Museum Kleines Klingental in Basel, dem ehemaligen Stadt- und Münstermuseum.

## Ausstellungen
- … vorzüglich in die Augen fallen. Stilleben (Herzog Anton Ulrich-Museum, Braunschweig, 1996)
- Die Sammlung Max Geldner im Kunstmuseum Basel (mit Bernd Wolfgang Lindemann und Katharina Schmidt, Kunstmuseum Basel, 2000)
- Not Bott. La vitalità del legno (mit Franco Monteforte, Palazzo Besta, Teglio, 2000)
- Basel – Paris – Venedig. Stadtbilder von Niklaus Stoecklin (Museum Kleines Klingental, Basel, 2002)
- Canaletto – Vedute und Zeremonie (Kunsthaus Zürich, 2003)
- Not Bott. Die Skulptur (mit Remo A. Alig, Kulturforum Würth Chur, 2007)
- Salons, Séancen, Secession. Albert von Keller (Kunsthaus Zürich, 2009)
- SÉANCE. Albert von Keller and the Occult (with Jo-Anne Birnie Danzker, Frye Art Museum USA-Seattle, 2010)
- TATLIN. neue Kunst für eine neue Welt (Museum Tinguely Basel, 2012)
- Merian 1615–2015. Basel im Stadtporträt (mit Martin Möhle, Museum Kleines Klingental, Basel, 2015)
- Macchiaioli, divisionisti, simbolisti. Capolavori ottocenteschi della Collezione Riccardo Molo. La Pinacoteca Züst di Rancate ospite in Casa Console (Museo d’Arte Casa Console, Poschiavo, 2016)
- Wolfgang Hildesheimer. Nel centenario della nascita / Zum hundertsten Geburtsjahr, Biblioteca Comunale, Ponte in Valtellina, 2016
- Wolfgang Hildesheimer (Kleine Dauerpräsentation im Museo poschiavino, Poschiavo, seit 2016)
- Not Bott (Museo d’Arte Casa Console, Poschiavo 2017)
- Fernando Lardelli. Arte moderna fra Poschiavo e Parigi/Moderne zwischen Poschiavo und Paris (Museo d’Arte Casa Console, Poschiavo 2018)
- Pittori lepontini ticinesi/Lepontinische Tessiner Maler. Von Chialiva, Rossi und Franzoni zu Sergio Maina (Museo d’Arte Casa Console, Poschiavo 2019)
- Cinquecento a Poschiavo. Le vetrate rinascimentali di San Vittore Mauro del Museo Nazionale Svizzero/Cinquecento in Poschiavo. Die Renaissance-Glasgemälde von San Vittore Mauro im Schweizerischen Nationalmuseum (Museo d’Arte Casa Console, Poschiavo 2020)
- Silvia Hildesheimer. Poschiavo und Urbino: Gartenbilder und Interieurs/Giardini e interni di Poschiavo e Urbino (Museo d’Arte Casa Console, Poschiavo 2021)
- Anker, Segantini, Giacometti. Aspetti della collezione Christoph Blocher/Facetten der Sammlung Christoph Blocher (Museo d’Arte Casa Console, Poschiavo 2022)
- Il Grigione Italiano. Terra di artisti/Künstlerland Italienischbünden (Museo d’Arte Casa Console, Poschiavo 2023)
- VARLIN. Passione figurativa/Leidenschaftlich figurativ (Museo d’Arte Casa Console, Poschiavo 2024)
- Arte moderna in Engadina/Klassische Moderne im Engadin. Turo Pedretti e/und Giuliano Pedretti (Museo d'Arte Casa Console, Poschiavo 2025)

## Werke

### Schriften
- Stilleben (Bilderhefte des Herzog Anton Ulrich-Museums Braunschweig, Heft 10, Braunschweig, Limbach, 1996)
- Der Klang im Bild. Evaristo Baschenis und die Erfindung des Musikstillebens (Berlin, Reimer, 1997)[2]
- Giovanni Segantini 1858–1899 (Coira, Casa editrice per testi didattici dei Grigioni, 1999)
- Kunstmuseum Basel (Genf/Zürich, Paribas/Schweizerisches Institut für Kunstwissenschaft, 2004), 128 S.
- Albert von Keller. (Red.), Salons, Séancen, Secession (München, Hirmer, 2009) 216 S.[3]
- L’oratorio S. Anna e l’ossario di Poschiavo. L’architettura, gli affreschi di Lorenzo Piccioli, la confraternita del SS. Sacramento (Poschiavo, Società Storica, 2010)
- Séance. Albert von Keller and the Occult (with Jo-Anne Birnie Danzker, Seattle, Washington University Press, 2010
- Stillleben (Köln, Moskau etc., Taschen, 2008), 96 S. (Hrsg., zus. mit Norbert Wolf)

### Aufsätze (Auswahl)
- Le vittime del lavoro. L’umanità sofferente nel capolavoro di Vincenzo Vela, in: Gianna Mina (Hg.), Le vittime del lavoro di Vincenzo Vela 1882. Genesi e fortuna critica di un capolavoro, Ligornetto, Museo Vincenzo Vela, Berna, Ufficio federale della cultura, 2016, S. 41–77 (deutsche Ausgabe: Bern, Bundesamt für Kultur 2016, S. 45–83)
- Lautenspiel und Abschied. Ein Diptychon von Gerard David in Basel, in: Johannes Wienand (Hg.), Niederdeutsche Beiträge zur Kunstgeschichte, Neue Folge, Bd. 4, Beiträge zur alten Malerei und zum Sammeln von Kunst, Petersberg, Michael Imhof Verlag 2019, S. 8–18
- "Als Baslerin wieder viel gelernt, vor allem aber gestaunt" ... Zur Ausstellung "Das Basler Münster. Ein Jahrtausendbau", in: Ursa Krattiger, Jahresbericht Verein pro Klingentalmuseum 2019, Basel 2020, S. 12–14
- Una Olivetti Studio 44. Wolfgang Hildesheimer, da Amburgo a Poschiavo / Due borghi, molti campanili. Una panoramica delle principali chiese e della loro storia / Pedretti, Negri, Somaini, Suter, Bott. Sculture degli anni Sessanta e Settanta, in: Valposchiavo, una Svizzera speciale, arte & storia, Edizioni Ticino Management, rivista trimestrale, anno 20, numero 80, Ottobre 2020, S. 68–69 / 110–119 / 126–127
- La Fortuna di Dolfino Landolfi. Festina lente - La stampa fra Rinascimento e Riforma nella Poschiavo di metà Cinquecento, in: Bollettino Società Storica Val Poschiavo, Maggio 2021, anno 25, s. 4-22
- Trittici grigionitaliani. L’obiettivo al femminile (Coira, Pro Grigioni Italiano, 2014)
- Wolfgang Hildesheimer, Nel centenario della nascita / Zum hundertsten Geburtsjahr (Sondrio, Bettini, 2016)